# Liste der Kulturgüter in Biberist
Die Liste der Kulturgüter in Biberist enthält alle Objekte in der Gemeinde Biberist im Kanton Solothurn, die gemäss der Haager Konvention zum Schutz von Kulturgut bei bewaffneten Konflikten, dem Bundesgesetz vom 20. Juni 2014 über den Schutz der Kulturgüter bei bewaffneten Konflikten sowie der Verordnung vom 29. Oktober 2014 über den Schutz der Kulturgüter bei bewaffneten Konflikten unter Schutz stehen.
Objekte der Kategorie A sind im Gemeindegebiet nicht ausgewiesen, Objekte der Kategorie B sind vollständig in der Liste enthalten, Objekte der Kategorie C fehlen zurzeit (Stand: 1. Januar 2023).

## Kulturgüter
| Foto | | Objekt                                                          | Kat. | Typ | Standort                              | Beschreibung                                    |
| ---- | --- | --------------------------------------------------------------- | ---- | --- | ------------------------------------- | ----------------------------------------------- |
| BW   | Datei hochladen · Wikidata zu Spitalhof, römische Villa (Q2525957)                                   | Spitalhof, römische Villa KGS-Nr.: 16504                        | A    | F   | Lerchenfeldmatt 607100 / 227000       |                                                 |
| BW   | Datei hochladen · Wikidata zu Altisberg mittelalterliche Burgstelle mit Wall und Graben (Q116759892) | Altisberg KGS-Nr.: 01049                                        | B    | F   | Zwingherrenhubel 608870 / 223900      | Mittelalterliche Burgstelle mit Wall und Graben |
| ja   | Datei hochladen · Wikidata zu Ehemaliger Landsitz Hinter-Bleichenberg mit Park (Q29880567)           | Ehemaliger Landsitz Hinter-Bleichenberg mit Park KGS-Nr.: 04509 | B    | G   | Asylweg 47 609580 / 227315            |                                                 |
| ja   | Datei hochladen · Wikidata zu Schlösschen Vorder-Bleichenberg (Q29880582)                            | Schlösschen Vorder-Bleichenberg KGS-Nr.: 04511                  | B    | G   | Asylweg 15 609250 / 227400            |                                                 |
| ja   | Datei hochladen · Wikidata zu Steinerhof (Q29880585)                                                 | Steinerhof KGS-Nr.: 11129                                       | B    | G   | Buchrainstrasse 24 607351 / 227019    |                                                 |
| ja   | Datei hochladen · Wikidata zu Pfarrkirche St. Maria (Q29880576)                                      | Pfarrkirche St. Maria KGS-Nr.: 11130                            | B    | G   | Solothurnstrasse 12 609078 / 225840   |                                                 |
| ja   | Datei hochladen · Wikidata zu Reformierte Kirche (Q29880577)                                         | Reformierte Kirche KGS-Nr.: 11131                               | B    | G   | Gerlafingenstrasse 45 609908 / 224989 |                                                 |
| ja   | Datei hochladen · Wikidata zu Lackenhöfli, Villa mit Brunnen (Q29880571)                             | Lackenhöfli, Villa mit Brunnen KGS-Nr.: 11132                   | B    | G   | Hunnenweg 11 607122 / 227371          |                                                 |
| ja   | Datei hochladen · Wikidata zu Schlösschen Schöngrün (Q29880580)                                      | Schlösschen Schöngrün KGS-Nr.: 13493                            | B    | G   | Schlössliweg 19 607974 / 227686       |                                                 |
| BW   | Datei hochladen · Wikidata zu Bauernhaus Hochstudhaus (Q29880566)                                    | Bauernhaus Hochstudhaus KGS-Nr.: 13494                          | B    | G   | Moosstrasse 14 608752 / 225088        |                                                 |
| ja   | Datei hochladen · Wikidata zu Spitalhof (Q29880583)                                                  | Spitalhof KGS-Nr.: 13940                                        | B    | G   | Hunnenweg 29 606936 / 227124          |                                                 |
| BW   | Datei hochladen · Wikidata zu Kunstsammlung im Schlösschen Vorder-Bleichenberg (Q27479822)           | Kunstsammlung im Schlösschen Vorder-Bleichenberg KGS-Nr.: 14001 | B    | S   | Asylweg 15 609250 / 227400            |                                                 |